# 弗登 (南达科他州)
弗登（英語：Verdon），是美国南达科他州下属的一座城市。根据2010年美国人口普查，该市有人口5人。论人口在本州排行第308。